# 국민공원
국민공원(일본어: 国民公園 고쿠민코엔[*])은 일본 환경성이 관리하는 공원 중 하나이다. 국가가 설치 · 관리하는 공원에서 도시 공원 · 자연 공원 이외의 것을 가리킨다. 유지 및 관리는 환경부 소속 자연환경국 산하 국민공원 관리 사무소 (황거외원 · 교토 교엔 · 신주쿠 교엔)와 치도리가후치 전몰자 묘원 관리사무소가 한다.

## 목록
- 황거외원 (도쿄도 지요다구, 기타노마루 공원 포함)
- 신주쿠 교엔 (도쿄 도 신주쿠구)
- 교토 교엔 (교토시 가미교구)
- 치도리가후치 전몰자 묘원 (도쿄 도 지요다 구)
- 전후 강제 억류 및 인양 사망자 위령비 원지 (도쿄 도 지요다 구)